# The Black Saint and the Sinner Lady
Albums de Charles Mingus
Tijuana Moods
(1962) Mingus Mingus Mingus Mingus Mingus
(1963)
The Black Saint & The Sinner Lady est un album et l'une des œuvres majeures du compositeur et contrebassiste Charles Mingus.
Il est cité dans l'ouvrage de Robert Dimery Les 1001 albums qu'il faut avoir écoutés dans sa vie.

## Historique
Enregistré en 1963, ce "ballet" en six parties constitue l'une des œuvres les plus influentes de l'histoire du jazz, notamment en matière d'orchestration. Le perfectionnisme de Mingus l'amènera à une forte utilisation d'overdubs, technique rarement utilisée en jazz. Cet album a été nommé aux sixièmes Grammy Awards (1963) dans la catégorie de la meilleure composition originale de jazz.

## Musiciens
- Charles Mingus – contrebasse, piano
- Jerome Richardson – saxophone soprano, saxophone baryton et flûte
- Charlie Mariano – saxophone alto
- Dick Hafer – saxophone ténor, flûte
- Rolf Ericson – trompette
- Richard Williams – trompette
- Quentin Jackson – trombone
- Don Butterfield – tuba, trombone contrebasse
- Jaki Byard – piano
- Jay Berliner – guitare acoustique
- Dannie Richmond – batterie

## Pistes
Tous les titres sont composés par Mingus.
1. Track A - Solo Dancer (6:39)
2. Track B - Duet Solo Dancers (6:47)
3. Track C - Group Dancers (7:25)
4. Mode D - Trio and Group Dancers/Mode E - Single Solos and Group Dance (18:41)